# Capasa affinis
Capasa affinis là một loài bướm đêm trong họ Geometridae.